# Kongehuset (band)
 Der er for få eller ingen kildehenvisninger i denne artikel, hvilket er et problem. Du kan hjælpe ved at angive troværdige kilder til de påstande, som fremføres i artiklen.

|  | Kongehuset han også henvise til Det Danske Kongehus |
Kongehuset var et dansk rapband der eksisterede fra 1992 til 2001. Gruppens debutalbum Kongehuset - klarer ærterne udkom i 1996 og i 2000 udgav de albummet Godt Ord Igen.

## Historie
Gruppen blev startet i 1992 af DJ og producer Michael Andersen (Scratchdaddy AOK, senere KløFar AOK)) fra Malling og DJ og producer Svend Georg Jørgensen (Q.T., senere Ghettosvend) fra Ørting. Under navnet Cool & Casual producerede de hip hop-musik, men manglede en rapper til at danne et band. Et samarbejde med en engelsksproget rapper viste sig at være uambitiøst, og Michael Andersen kontaktede derfor rapper og producer Henning Winther (BoZZ, senere Kong Winther) fra Knebel med henblik på at danne et engelsksproget rapband. Henning Winther var dog meget mere interesseret i at rappe på dansk, og derfor tog han en række tekster fra sin tidligere gruppe McVærk med ind i gruppen, der fik navnet Beat Around The Bush. Gruppen definerede sig som tilhørende i Aarhus, selvom kun Henning Winther fra starten var bosiddende i byen.
Gruppen indspillede i august 1992 ti sange til demoen Kun 1 Smule Pr. Vers i Michael Andersens lejlighed i Aalborg. Musikken var inspireret af datidens native tongue-bands: Black Sheep, A Tribe Called Quest, De La Soul, og andre grupper som Brand Nubian og 3rd Bass. Teksterne var udadvendte, sexfikserede og humoristiske. Gennem en række koncerter etablerede Beat Around The Bush sig herefter som et livenavn i den jyske hip hop-undergrund.
I marts 1993 blev gruppens demobånd anmeldt i musikmagasinet GAFFA.[kilde mangler] Dette udløste interesse fra undergrundsaktivisten Henrik Busk, som lavede koncerter med Beat Around The Bush i København og Nykøbing Falster. Henrik Busk udgav også vinylplader på selskabet Ukendt Grammofon, og i sommeren 1995 udgav han den oprindelige demo med tilføjelsen af et enkelt nyt nummer (Bomben Fra Sumpen) på vinyl i 100 eksemplarer.
I efteråret 1995 udgav Beat Around The Bush demoen Skatten, Bomben og Kongen. Titlen kom fra de tre sange på udgivelsen Nu Går Den Vilde Skattejagt, Bomben Fra Sumpen og Kongen Af Kvarteret. Demoen blev solgt i streetwear- og pladebutikker i Aarhus og København, hvor en tiltagende interesse for hip hop gjorde, at Skatten, Bomben og Kongen blev et hit. De hjemmeproducerede kassettekopier af demobåndet blev solgt hurtigere end gruppens medlemmer kunne nå at lave dem.
Samtidig blev gruppen kontaktet af Tanja Schlander, som var i gang med at lave et opsamlingsalbum med dansk rap. Henrik Busk havde anbefalet hende at kontakte bl.a. Beat Around The Bush, og gruppen indspillede sangen Nu Går Den Vilde Skattejagt til udgivelsen De Grimme Ællinger.
Inspireret af Prins Joachims bryllup med Alexandra, hvor hofkommentator Poul Jørgensen pga. snevejr under TV-transmissionen bemærkede "Ja, man kan sige, at Kong Vinter har indtaget Kongehuset" fik Henning Winther idéen til at ændre sit kunstnernavn fra BoZZ (står for Boller og ZZover) til Kong Winther – et navn, der både hyldede raptraditionen med at kalde sig konge og samtidig indeholdt hans eget navn. I samme ånd ændredes gruppens navn til Kongehuset. Så Helligtrekongersaften 1996 annoncerede gruppen ved en koncert i Holstebro, at navnet fra nu af var Kongehuset.
I foråret 1996 lavede journalisten Henrik Villefrance en udsendelsesrække til DR P1 om dansk hip hop. Han interviewede bl.a. Kong Winther om dansk raps fremtid. Da udsendelsen blev annonceret i P3's formiddagsflade, spillede Henrik Villefrance Kongehusets nyeste indspilning, Chauførende. Samme dag modtog Kong Winther opkald fra Danmarks to største managements, tre af landets største pladeselskaber, og BMGs agent blev sendt i byen for at købe gruppens demo i tøjbutikken Fozz i Studsgade i Aarhus. Agenten Jens G. Nielsen kontaktede gruppen og tilbød en kontrakt med BMG.
I sommeren 1996 spillede Kongehuset en række jobs som opvarmning for Humleridderne, der spillede for fulde huse over hele landet. Samtidig indspillede de debutalbummet i Feedback Studiet i Kongsvang-kvarteret i Aarhus. Albummet Kongehuset ... Klarer Ærterne blev udgivet 6. november 1996.

### Klarer Ærterne
Albummet "... Klarer Ærterne" indeholdt 20 titler, heraf 16 sange og 4 korte mellemspil. Stilen tog tråden op fra den første udgivelse med udadvendte, humoristiske og sexfikserede tekster og nedbarberede beats inspireret af lyden fra New Yorks hip hop scene. Albummet blev anmeldt og fik presseomtale, men solgte ikke overbevisende. Der blev udsendt to singler fra albummet; Istid, som var en omskrivning af nummeret Pigerne Elsker Os fra den første demo med nummeret Sex&90 featuring GiRaffen og K.A.W. på b-siden. Endvidere kom den sang som havde sikret pladekontrakten, Chauførende, ud som single med tilhørende video instrueret af Mikkel Serup.
Konceptet for albummet var, at det skulle være et fiktivt soundtrack til filmen Kongehuset Klarer Ærterne fra 1973, hvori Kongehusets medlemmer optræder som helte og charmetrolde. Sangen Rejsende I Tid og Rim forklarer, hvordan den tidsmæssige forskel kan hænge sammen i praksis. Tekstuniverset fokuserer på bandets medlemmer som superhelte, der løser enhver situation og nedlægger piger på stribe. Overordnet er hele albummet en ironisk kommentar til den materialisme og hedonisme der karakteriserede amerikansk rap på det tidspunkt og som virkede uendelig langt fra tre studerende aarhusianeres hverdag. Kong Winther stillede sig selv spørgsmålet, hvordan kan vi koble vores egen virkelighed med den for os surrealistiske verden, helte som Dr. Octagon, Gravediggaz, Wu Tang Clan, Beat Nuts, De La Soul, A Tribe Called Quest, Masta Ace og Big Daddy Kane præsenterer i deres musik? Svaret var at skabe dette groteske univers, hvor tre almindelige danske unge levede raplivet for fuld udblæsning midt i Aarhus. Det groteske i denne situation skulle være underholdende nok til at publikum fik noget umiddelbart ud af at høre sangene og skulle samtidig invitere til eftertanke hos det samme publikum. Dog oplevede gruppen, at de groteske billeder blev opfattet bogstaveligt, og der opstod en forventning om at gruppens medlemmer gjorde og sagde de ting, de påstod på albummet – en livsstil som ingen af bandmedlemmerne havde interesse i at leve op til. Så til koncerter og interviews opstod en række situationer, hvor publikums forventninger til bandet og ikke mindst det omvendte ikke blev indfriet. Gruppen tog ud på en længerevarende turne, der kulminerede i koncerter på Nibe Festivalen, Roskilde Festivalen og Midtfynsfestivalen i 1997.

### Efter Klarer Ærterne
Mødet med en uforstående presse og publikum gjorde indtryk på bandets medlemmer. Rapperen Kong Winther og produceren Ghettosvend arbejdede med nye sange, hvor både musikstilen og tekstuniverset blev udfordret i forhold til Klarer Ærterne. Indspilningerne fortsatte det næste års tid uden at resultere i materiale, som gruppen ønskede at udgive i sin daværende form.
Oven i de interne udfordringer faldt to af bandets væsentligste støtter, manager John Rosing (død efter kort tids sygdom) og A&R Jens G. Nielsen (langtidssygemeldt) fra i 1997. Indspilningerne fortsatte, men under arbejdet med det andet album valgte BMG at opsige kontrakten med bandet. Gruppen valgte dog at fortsætte med at skrive nye numre og turnere intensivt.
Parallelt med Kongehusets aktiviteter havde Kong Winther og Ghettosvend hjulpet deres kammerat Lars Jensen med at lave musik til hans protegé MC Clemens og til Lars Jensens eget projekt, hvor han rappede på sønderjysk over meget simple beats under navnet L:Ron:Harald. MC Clemens slog i 1997 igennem med Regnskabets Time, hvor Kong Winther og Ghettosvend havde produceret nummeret Psykopat på Fri Fod sammen med Lars Jensen (krediteret som Dex Dexter og Blake Carrington af hensyn til kontraktlige forpligtelser). I 1998 lavede Kong Winther musikken til L:Ron:Harald demoen Grethes Tits, som solgte over 2.500 hjemmekopierede kassettebånd inden EMI skrev kontrakt med L:Ron:Harald og udsendte albummet Pornogangster, som solgte til en guldplade (25.000 eksemplarer). Et album som blev indspillet og mixet i Kong Winthers soveværelse.
Dette sideprojekt gav det kuldsejlede Kongehuset nye muligheder. Dels var der en økonomisk indsprøjtning, men især gør-det-selv tankegangen vedr. pladeindspilninger triggede pladeselskaberne, og i 1999 etablerede Kong Winther og Ghettosvend pladeselskabet Kroner & Ører som et sublabel til Sony Music Denmark. Den vigtigste ændring for Kongehuset var dog at rapperen K.A.W. (Kristoffer Aarsleff Wistisen) trådte ud af skyggen som co-rapper i livesammenhænge og blev fuldgyldigt medlem af Kongehuset, mens AOK trådte ud af bandet for kun at optræde med Kongehuset i koncertsammenhænge. Dermed bestod Kongehuset fra efteråret 1998 af K.A.W., Ghettosvend og Kong Winther.

### Godt Ord Igen
De hidtidige indspilninger og sange blev lagt til side, og arbejdet på et helt nyt album blev påbegyndt i sommeren 1999. Sange som De Gør Hvad Vi Gør og Dobbelt Op kom til at definere stilen for det kommende album: en opdateret, mere cluborienteret lyd på musiksiden og en stærkt øget rimkompleksitet på rimsiden kombineret med et mere jordnært udgangspunkt for tekstindholdet sammenlignet med Klarer Ærterne. De to rappere valgte at udnytte de øgede muligheder med to faste rappere til at undersøge en udvekslende ping-pong stil, hvor teksterne fungerede som diskussioner med partsindlæg fra hver af rapperne – stærkt inspireret af Run-D.M.C.s tidlige albums.
Arbejdstitlen på albummet var Driveby På Gøglerskolen – et opgør med klovneriet i rap og en understregning af, at musikken var lavet til at blive hørt i en bil. Af praktiske og politiske årsager valgte gruppen dog at give albummet titlen Godt Ord Igen – en mere subtil hentydning til det høje sproglige niveau i Kongehusets tekster og det faktum at gruppen kom tilbage efter en længere albumpause. Tre singler blev udgivet fra albummet: Konga, Disco Baby og Verdensmester. Konga kom på clubcharts, mens Disco Baby fik A-rotation på DR P3 og i Musikprogrammet på DR1 TV. Verdensmester blev remixet af Ghettosvend og MBM og fik opmærksomhed i programmet Funkshowet på DR P3.
Albummet udkom i september 2000. Trods den relativt fine modtagelse med airplay, presseomtale og rimelige anmeldelser solgte albummet dårligt. Den efterfølgende turne var dårligt besøgt og samtidig resulterede spændingerne mellem K.A.W. og Kong Winther i at gruppen reelt blev opløst i juni 2001. Den sidste offentlige optræden som Kongehuset hvor K.A.W. og Kong Winther begge var på scenen var i Slagelse i maj 2001. Den sidste optræden under navnet Kongehuset med den originale besætning plus GiRaffen var i november 2001 hvor gruppen spillede i Scandinavian Congress Centre sammen med bl.a. Tina Dickow til et velgørenhedsarrangement. Herefter trak Kong Winther sig officielt tilbage som rapper. Godt Ord Igen blev i 2001 nomineret til Danish Music Awards for Årets Danske Rap Udgivelse. med begrundelsen "ordene rammer lige ned i tidsånden, uden at tage del i den omsiggribende ironisering over alting."

### Efterspil
Gruppen blev genforenet i originalbesætningen til et enkelt show til Dansk Rapkavalkade 1988-2010 til hop hop-festivalen Aarhus Took It i oktober 2010, hvor Kongehuset repræsenterede året 1996 med nummeret Chauførende.
I 2007 genudgav selskabet Efterspil de originale demoer fra Kun 1 Smule Pr. Vers og Skatten, Bomben og Kongen på CD, LP og til online salg på bl.a. iTunes og TDCs musikbutik. Titlen på udgivelsen er Kun 1 Smule Pr. Vers ... Og Lidt Til. Gruppen var krediteret som Beat Around The Bush/Kongehuset.
I 2008 udgav selskabet Efterspil de indspilninger, som var blevet lagt til side da K.A.W. blev medlem af Kongehuset. Udgivelsen blev markedsført som en soloudgivelse af Kong Winther, krediteret som H19ng Winther. Titlen på albummet var Udsigt Til Indsigt.
Begge Efterspil-udgivelser gjorde musikken tilgængelig på de digitale platforme og var primært tænkt som historisk dokumentation af Kongehusets aktiviteter.

## Diskografi

### Albums
- Kongehuset - klarer ærterne (BMG 1996, 2LP og CD)
- Godt Ord Igen (Kroner & Ører/Sony Music Denmark 2000, 2LP og CD)

### EP'er
- Kun 1 Smule Pr. Vers (Ukendt Gramofon 1995) 100 eks. LP

### Singler
- "Istid" (BMG 1996, 12" single og CD-single)
- "Chauførende" (BMG 1996, 12" single og CD-single)
- "Konga" (Kroner & Ører/Sony Music Denmark 2000, 12" single og CD-single)
- "Disco Baby" (Kroner & Ører/Sony Music Denmark 2000, CD-single)